# Großobringen
Großobringen ist ein Ortsteil der Landgemeinde Am Ettersberg im Landkreis Weimarer Land.

## Lage
Das Straßendorf Großobringen liegt im Norden des Landkreises Weimarer Land an der Nordostabdachung des Großen Ettersberges und am Südrand des Thüringer Beckens. Durch die Gemeinde führt die Bundesstraße 85 von Weimar kommend nach Kölleda und zum Endpunkt Kelbra zur Bundesautobahn 38 führend.

## Geschichte
Schon in der Jungsteinzeit war das Umland besiedelt. Auch die damals schon über den Ettersberg führende Straße war Anlass zur Besiedlung. Die Funde aus der Gegend, allen voran das Erdwerk von Großobringen, gehören zu den Kulturen der mittleren und jüngeren Steinzeit.
Der Ort Großobringen wurde erstmals 1221 in einer Urkunde des Klosters Heusdorf erwähnt. Im Jahr 1367 wandelt sich der Ortsname zu Grossin Oberingen. Der mittelalterliche Grundbesitz entfiel zum überwiegenden Teil auf das Adelsgeschlecht von Obringen. Diese Familie ist von 1294 bis 1353 geschichtlich nachweisbar und zählte zur Ministerialität der Grafen von Weimar-Orlamünde.
Das Rittergut besaß keine eigene Patrimonialgerichtsbarkeit und wechselte mehrmals den Besitzer. Es gehörte bis 1489 zum Besitz der Herren von Meusebach (Amt Buttelstedt). Nach dem Erwerb durch den ernestinischen Kurfürsten gehörte Großobringen zum Amt Weimar. Am 2. April 1680 erwarb Friedrich Wilhelm von Harras Großobringen von Philipp Heinrich und Otto Heinrich von Eberstein. Die von Harras besaßen das Rittergut über drei Generationen. Erst nach einem lehenrechtlichen Prozess 1778 wurden sie durch den Herzog von Sachsen-Weimar und Eisenach enteignet und das Rittergut in ein herzogliches Schatullgut verwandelt.
Im Jahr 1714 wurde das Herrenhaus durch einen Brand zerstört.
Seit dem 21. Juni 1943 war Großobringen mit der Bahnstrecke Weimar–Buchenwald, auch Buchenwaldbahn genannt, an den Schienenverkehr angeschlossen.  Über Strecke fanden die Häftlingstransporte zum KZ Buchenwald und zu anderen Konzentrationslagern statt.
Vom 4. Mai 1947 bis zum 3. Oktober 1953 wurde der Bahnhof Großobringen durch die Deutsche Reichsbahn im Personenverkehr bedient. Ende 1951 verkehrten zwei Zugpaare von Montag bis Samstag, eins von Montag bis Freitag und eins nur mittwochs und samstags zwischen Weimar Nord und Großobringen. Mindestens bis in die 1960er Jahre wurde der Bahnhof Großobringen noch im Güterverkehr angefahren. Danach wurden die Gleise abgebaut.
Am 1. Januar 2019 wurde die Gemeinde Großobringen mit weiteren Gemeinden der Verwaltungsgemeinschaft Nordkreis Weimar zur Landgemeinde Am Ettersberg zusammengeschlossen.

## Sehenswürdigkeiten

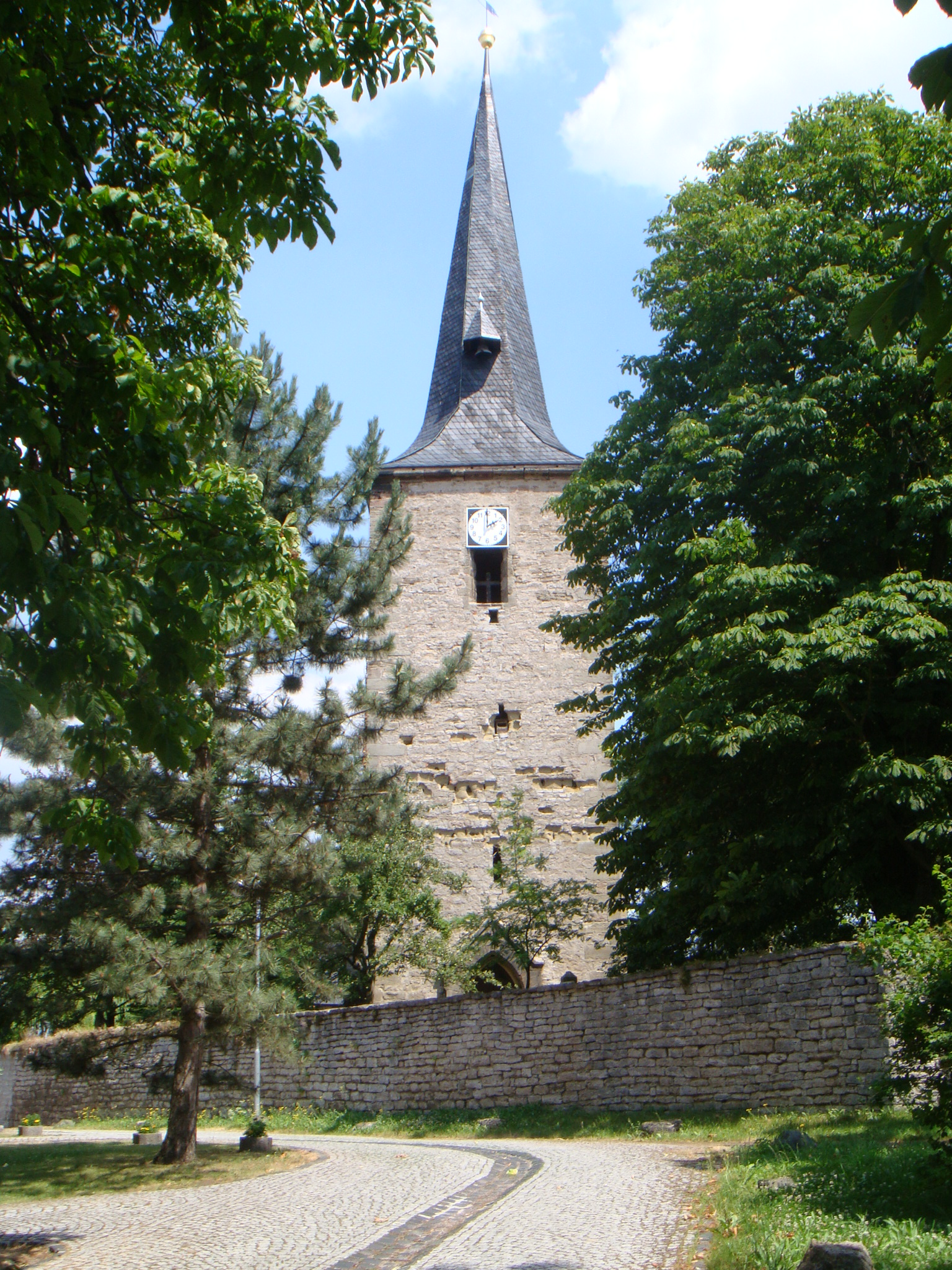
Evangelische Dorfkirche

Folgende Objekte sind nach der Denkmalliste des Kreises Weimarer Land geschützt:
- Kirche mit Kirchhof

Die spätmittelalterliche Dorfkirche stammt aus dem Jahr 1431. Sie setzt sich aus einem rechteckigen Langhaus mit polygonal geschlossenem Chor und Sakristeianbau an der Nordostecke sowie einem rechteckigen Westturm zusammen. Der Innenraum wurde 1934 grundlegend restauriert. Hierbei wurde der im Jahr 1855 eingebaute Kanzelaltar durch eine 1755 geschaffene Kanzel ersetzt, welche aus der Schlosskapelle in Schwarzburg stammt. In der Vorhalle der Kirche steht ein ursprünglich aus der Kirche in Wohlsborn stammender Flügelaltar. Eine Glocke des dreiteiligen Geläutes aus dem 14. Jahrhundert blieb erhalten. Der Kirchturm ist teilweise sanierungsbedürftig (2011).
- Friedhof Grabstätte Paul Schander
- Gehöft, Am Plan 91
- Hofmauer mit Tor und Portal, Am Plan 97
- Tor und Portal, Im Oberdorfe 78
- Tor und Portal, Im Oberdorfe 86
- 2 Inschrifttafeln von 1591, Im Oberdorfe 88
- Pfarrhof, Obere Pfarrgasse 100

Des Weiteren sind der Kirchhof mit historischen Grabdenkmälern und Kriegerdenkmal, die Pfarrei, die Brücke und die Gehöftbegrenzungen an der Unteren Pfarrgasse als Denkmalensemble geschützt.
Ein weiteres Denkmalensemble bildet der Ortskern mit den Objekten
Im Oberdorf 50, 52, 71–86 und 88
Im Unterdorf 14, 15, 90, 91, 93–107 und 109–122

## Persönlichkeiten
- Johann August Schlettwein (1731–1802), Ökonom
- Johann Joseph Schmeller (1794–1841), Hausmaler Goethes
- Johannes Trautloft (1912–1995), Jagdpilot im Zweiten Weltkrieg und Generalleutnant der Bundesluftwaffe